# Luka Ivanušec
Luka Ivanušec, né le 26 novembre 1998 à Varaždin en Croatie, est un footballeur international croate. Il évolue au poste de milieu offensif au PAOK Salonique, en prêt du Feyenoord Rotterdam.

## Biographie

### Carrière en club
Né à Varaždin, Ivanušec a fait ses débuts professionnels pour le Lokomotiva dans la Prva HNL croate le 20 décembre 2015 contre Slaven Belupo. Il est entré en jeu à la 85e minute en remplacement de Josip Ćorić alors que Lokomotiva l'emportait 3-0. Il n'a pas fait d'autre apparition pour le club avant la saison suivante, lors de laquelle il a fait ses débuts en club européen le 30 juin 2016 contre le club andorran Santa Coloma. Il a débuté le match et a joué 60 minutes alors que Lokomotiva l'emportait 3-1. Il a ensuite marqué son premier but pour le club le 3 décembre 2016 contre Cibalia. Son but à la 73e minute était le troisième alors que Lokomotiva l'emportait 4-1 contre la dernière équipe du classement.
Le 19 août 2019, Luka Ivanušec s'engage en faveur du Dinamo Zagreb, champion en titre croate, malgré l'intérêt du Celtic et de l'Olympiakos. 
Il joue son premier match sous ses nouvelles couleurs le 31 août 2019, lors du derby en championnat face au HNK Hajduk Split au Stadion Poljud. Il est titularisé et son équipe s'incline par un but à zéro,. Il a marqué son premier but pour le Dinamo le 6 novembre, dans un match nul 3-3 contre Shakhtar Donetsk en Ligue des champions. Après la nomination de Zoran Mamić en tant qu'entraîneur du club, Ivanušec est devenu une partie plus importante de l'équipe. Dans le système de Mamić, Ivanušec a joué simultanément en tant qu'ailier droit et milieu offensif, alternant entre les deux positions avec Lovro Majer pendant les matchs. Le 26 novembre 2020, jour de son 22e anniversaire, il a marqué le troisième but lors de la victoire 3-0 contre Wolfsberg en Ligue Europa. Le 13 décembre, lors d'un match nul 2-2 lors du derby contre Rijeka, il a marqué l'un des buts les plus rapides de l'histoire de la Première ligue croate, marquant après seulement 21 secondes. Le 11 mars 2021, lors d'une défaite 2-0 à l'extérieur contre Tottenham Hotspur, Ivanušec a été félicité pour sa performance malgré la défaite, contrairement au reste de l'équipe,,. Une semaine plus tard, il a délivré une passe décisive pour le but en prolongation marqué par Mislav Oršić, ce qui a scellé une victoire 3-0 contre Tottenham Hotspur et assuré la qualification pour les quarts de finale de la Ligue Europa.
Le 25 juillet 2023, Ivanušec a inscrit un triplé lors d'une victoire 4-0 contre Astana lors du match aller du deuxième tour de qualification de la Ligue des champions.
Le 25 août 2023, Luka Ivanušec rejoint les Pays-Bas afin de s'engager en faveur du Feyenoord Rotterdam. Il signe un contrat de cinq ans, soit jusqu'en juin 2028.
Ivanušec marque son premier but pour Feyenoord le 16 septembre 2023 contre le SC Heerenveen, en championnat. Il est titularisé et participe à la victoire de son équipe par six buts à un.

### En équipe nationale
Ivanušec a fait ses débuts internationaux en tant que joueur senior pour la Croatie le 11 janvier 2017 contre le Chili lors de la Coupe de Chine 2017. Il est entré en jeu en tant que remplaçant à la 90e minute à la place de Franko Andrijašević alors que la Croatie a perdu le match lors des tirs au but 4-1. Il a ensuite marqué son premier but international pour la Croatie lors du match suivant contre la Chine. Il a marqué à la 36e minute pour donner l'avantage à la Croatie, mais la Chine a réussi à égaliser et le match s'est terminé sur un score de 1-1. La Chine a finalement remporté la séance de tirs au but 4-3. Ce but en a fait le plus jeune buteur de l'histoire de l'équipe nationale croate, dépassant Ivan Rakitić.
Le 7 juin 2019, Ivanušec a été sélectionné dans l'effectif de 23 joueurs de Nenad Gračan pour le Championnat d'Europe espoirs de l'UEFA 2019. Il a participé à deux matchs lors du tournoi, dans la défaite 1-0 contre l'équipe nationale des moins de 21 ans de la France et le match nul 3-3 contre l'équipe nationale des moins de 21 ans de l'Angleterre, alors que la Croatie a terminé dernière de leur groupe,. Lors du dernier match du groupe, la défaite 2-1 contre l'Angleterre le 31 mars, Ivanušec a disputé son 27e match avec l'équipe, devenant ainsi le joueur le plus capé de l'histoire de l'équipe. Le 17 mai, il a été nommé dans l'effectif de 23 joueurs de Bišćan pour les phases à élimination directe du tournoi, ainsi que dans l'effectif de 26 joueurs de Zlatko Dalić pour l'Euro 2020 de l'UEFA. Le 7 juin, il a été inclus dans l'effectif du tournoi de l'UEFA Under-21 Euro 2021.
Le 31 octobre 2022, Ivanušec a été inclus dans la liste préliminaire de 34 joueurs pour la Coupe du monde de la FIFA 2022, mais n'a pas été inclus dans les 26 finaux.
Le 20 mai 2024, il figure dans la liste des 26 joueurs croates retenus par Zlatko Dalić pour participer à l'Euro 2024. 

## Palmarès

### En club
Avec le Dinamo Zagreb, Luka Ivanušec est champion de Croatie en 2020, 2021 et 2022.

### En sélection
Avec la sélection croate, il est finaliste de la Ligue des nations en 2023.